# Bullet with Butterfly Wings
"Bullet with Butterfly Wings" er en Grammy Award-vindende sang af Smashing Pumpkins og den første single fra dobbeltalbummet Mellon Collie and the Infinite Sadness fra 1995. Sangen er skrevet af Billy Corgan og vandt prisen for Best Hard Rock Performance ved Grammy Awards 1997. 
Singlen blev udgivet d. 23. oktober 1995 og indeholdt b-siden "...Said Sadly", hvor James Iha synger duet med Nina Gordon. Den amerikanske single blev solgt i mere end 500.000 eksemplarer i USA og opnåede som den første af tre singler i træk guld i USA. Det var bandets første guldsingle. "Bullet with Butterfly Wings" er senere også blev udgivet på bokssættet The Aeroplane Flies High og opsamlingspladen Rotten Apples. 
"Bullet with Butterfly Wings" blev også bandets første top 40-hit og toppede som nummer 22 på den amerikanske hitliste. Sangen lå nummer 91 på VH1's liste over de bedste sange nogensinde inden for hård rock. 
I forbindelse med udgivelsen af bandets syvende album Oceania i 2012 lavede musikmagasinet Rolling Stone en oversigt over de 20 bedste sange fra Smashing Pumpkins ud fra en omfattende afstemning blandt fans. "Bullet with Butterfly Wings" blev stemt ind som nummer syv på listen.

## B-sider
Den oprindelige single fra 1995 indeholder kun én b-side. Da bandet samlede alle fem singler fra albummet i boxsættet The Aeroplane Flies High, besluttede man at indspille en række coversange til at fylde "Bullet with Butterfly Wings"-singlen ud. Covernumre blev indspillet i 1996.

### Singlen (1995)
- "...Said Sadly"

Sangen er skrevet af James Iha, og han synger duet med Nina Gordon.

### The Aeroplane Flies High(1996)
- "...Said Sadly"
- "You're All I've Got Tonight"
- "Clones (We're All)"
- "A Night Like This"
- "Destination Unknown"
- "Dreaming"

"...Said Sadly" er skrevet af James Iha, og han synger duet med Nina Gordon. "You're All I've Got Tonight" er skrevet af Ric Ocasek, og sangen er tidligere indspillet af The Cars. "Clones (We're All)" er skrevet af David Carron og tidligere indspillet af Alice Cooper. "A Night Like This" er skrevet af Robert Smith og tidligere indspillet af The Cure. Nummeret har James Iha på vokal. "Destination Unknown" er skrevet af Dale Bozzio, Terry Bozzio og Warren Cuccurullo og tidligere indspillet af Missing Persons. "Dreaming" er skrevet af Debbie Harry og Chris Stein, og sangen er tidligere indspillet af Blondie. "Dreaming" synges af både Billy Corgan og D'arcy Wretzky. 

## Musikvideo
Samuel Bayer instruerede musikvideoen til sangen. Video blev vist første gang på MTV i efteråret 1995 og er den sidste video, hvor Billy Corgan har hår. Det var ligeledes første gang, at Billy Corgan havde den karakteristiske Zero-T-shirt på.